# Джиммі Браун (тенісист)
Джиммі Браун (англ. Jimmy Brown; нар. 28 квітня 1965) — колишній американський тенісист.
Найвищу одиночну позицію світового рейтингу — 42 місце досяг 14 листопада, 1983, парну — 176 місце — 5 жовтня, 1987 року.
Найвищим досягненням на турнірах Великого шолома було 3 коло в одиночному розряді.
Завершив кар'єру 1992 року.

## Фінали за кар'єру

### Одиночний розряд (4 поразки)
| Легенда                |
| Великий шлем (0)       |
| Tennis Masters Cup (0) |
| Серія Мастерс ATP (0)  |
| Grand Prix (4)         |

| Титули за покриттям |
| Тверде (1)          |
| Трава (0)           |
| Ґрунт (3)           |
| Килим (0)           |

| Результат | W/L | Дата     | Турнір            | Покриття | Суперник             | Рахунок       |
| --------- | --- | -------- | ----------------- | -------- | -------------------- | ------------- |
| Поразка   | 0–1 | Чер 1983 | Венеція, Італія   | Ґрунт    | Роберто Аргуельйо    | 6–2, 2–6, 0–6 |
| Поразка   | 0–2 | Тра 1984 | Флоренція, Італія | Ґрунт    | Франческо Канчелотті | 1–6, 4–6      |
| Поразка   | 0–3 | Вер 1985 | Бордо, Франція    | Ґрунт    | Дієго Перес          | 4–6, 6–7      |
| Поразка   | 0–4 | Лют 1989 | Гуаружа, Бразилія | Тверде   | Луїс Маттар          | 6–7, 4–6      |